# Dussartcyclops
Dussartcyclops – rodzaj widłonogów z rodziny Cyclopidae.

## Zasięg występowania
Do rodzaju należą gatunki występujące w Australii Zachodniej.

## Morfologia
Są to bardzo małe widłonogi – samice mierzą od 385 do 493 μm, a samce od 359 do 416 μm.

## Systematyka
Rodzaj ten wprowadził w 2011 roku zespół biologów w składzie: Tomislav Karanovic, Stefan M. Eberhard i A. Murdoch. Zaliczone doń gatunki wcześniej umieszczane były w rodzajach Goniocyclops i Allocyclops. Jako gatunek typowy wyznaczono Goniocyclops uniarticulatus Karanovic, 2004.
Nazwa rodzaju upamiętnia Bernarda Dussarta – specjalistę w dziedzinie widłonogów.

### Podział systematyczny
Do rodzaju należą trzy gatunki zgrupowane w dwóch podrodzajach:
- podrodzaj Dussartcyclops (Barrowcyclops) Karanovic, Eberhard & Murdoch, 2011

- Dussartcyclops (Barrowcyclops) consensus (Karanovic, 2003)

- podrodzaj Dussartcyclops (Dussartcyclops) Karanovic, Eberhard & Murdoch, 2011

- Dussartcyclops (Dussartcyclops) mortoni (Karanovic, 2004)
- Dussartcyclops (Dussartcyclops) uniarticulatus (Karanovic, 2004)